# Parafia św. Michała Archanioła w Nockowej
Parafia św. Michała Archanioła w Nockowej - parafia rzymskokatolicka z siedzibą w Nockowej, znajdująca się w diecezji rzeszowskiej w dekanacie Sędziszów Małopolski. 
Parafia została erygowana w drugiej połowie XIV wieku. Obecny kościół pod wezwaniem Św. Michała Archanioła został wzniesiony w 1859 r. 
Do parafii należą wierni z miejscowości: Nockowa, Będzienica, Iwierzyce, Olimpów, Wiercany i Wiśniowa (część). Od 2023 proboszczem parafii jest ks. Jarosław Depczyński.